# Mistress of the Apes
Mistress of the Apes è un film d'avventura statunitense del 1979 diretto da Larry Buchanan.

## Trama
La bella antropologa Susan abortisce a causa di una banda di tossicodipendenti che fanno irruzione nell'ospedale in cerca di droghe. Mentre sta per riprendersi dal trauma, scopre che il marito è scomparso in Africa nel corso di una spedizione scientifica e parte da New York per il continente africano col proposito di trovarlo.
Una volta arrivata nella giungla africana, Susan scopre che il marito prima di scomparire si era imbattuto nella temibile tribù degli uomini scimmia, un genere di Homo habilis che rappresenta l'anello di congiunzione tra l'uomo e la scimmia. Susan scopre inoltre che uno dei suoi accompagnatori, l'amico David Thurston, ha in realtà ucciso il marito per farla restare sola e stare con lei. Una volta scoperto, David tenta di uccidere Susan, Laura (sua moglie) e la guida della spedizione.

## Produzione
Il film fu girato in Kenya e diretto dal regista di B-Movie Larry Buchanan. Il film rientra nel genere del sexploitation, una categoria per la quale Buchanan aveva già prodotto diversi lungometraggi negli anni precedenti, date le numerose scene di sesso, fra cui violenze carnali (ad un certo punto Thurston offre letteralmente la moglie ad un gruppo di bracconieri). Il make-up degli ominidi fu opera di Rob Bottin e Greg Cannom, due truccatori che avrebbero poi anche vinto l'Oscar per altre produzioni.

## Distribuzione
Alcune delle uscite internazionali sono state:
- negli Stati Uniti (Mistress of the Apes)
- 12 novembre 1979 nel Regno Unito (Mistress of the Apes)
- in Germania Ovest (Diane - Herrin des Dschungels)
- in Finlandia (Primitiiviset)

## Promozione
La tagline è: "She found fulfillment in the jungle... With the ape that walked like a man!" ("Lei trovò l'appagamento nella giungla... con la scimmia che camminava come l'uomo!").